# Данилово (Павлово-Посадский городской округ)
Данилово — деревня в Московской области России. Входит в Павлово-Посадский городской округ. Население — 202 чел. (2010).

## Расположение
Деревня Данилово расположена примерно в 15 км к юго-востоку от города Павловский Посад. Через деревню проходит асфальтированная трасса Павловский Посад — Куровское. Ближайшие населённые пункты — деревни Митино, Новозагарье и Андреево.

## История
Деревня Данилово ранее входила в состав волости Загарье, являлась боярской вотчиной. По мнению старожилов, деревня получила название от простого труженика Данилы, который поселился в этих местах более тысячи лет назад.
В XIX веке деревня принадлежала Фёдору Васильевичу Самарину. В 1852 году в деревне был 81 двор и 608 жителей (302 мужчины и 306 женщин). В 1876 году — 87 дворов, 290 мужчин и 308 женщин.
Крестьяне преимущественно занимались сельским хозяйством. Некоторые жители данилова работали на торфоразработках, расположенных неподалёку. В деревне было несколько кустарных мастерских и торговых заведений.
В Данилове была старообрядческая церковь Николы и Казанской Божией Матери. Церковь снесли в 1930-х годах, сохранилось лишь старообрядческое кладбище. У дороги стояла каменная православная часовня (не сохранилась).
В 1930 году в деревне был образован колхоз имени Матвея Волкова. Назвали колхоз в честь первого коммуниста деревни, который погиб в 1918 году при подавлении бунта кулаков в Новозагарье. В колхозе был клуб, духовой оркестр и художественная самодеятельность.
В 1932—1933 годах в деревне был сильный голод. В 1937 году в деревне появился памятник Ленину.
В 1926 году в деревне была открыта начальная школа. После войны у школы появилась кирпичная пристройка, и её преобразовали в восьмилетнюю.В 2007 школа была закрыта, до 2008 года в здании работала библиотека.
В деревне был дом культуры, сгоревший в 1990-х гг. и продовольственный магазин.
В 2011 году была построена часовня Казанской иконы Божией Матери.В том году часовня было освещена,был проведён первый молебен. Молебны проводятся по сей год.
22 июля считается официальным днём деревни.
С 2004 до 2017 гг. деревня входила в Аверкиевское сельское поселение Павлово-Посадского муниципального района.

## Население
| 1926 | 2002 | 2006 | 2010 |
| ---- | ---- | ---- | ---- |
| 1111 | ↘246 | ↘226 | ↘202 |

## Улицы
В деревне есть две улицы, не имеющие официальных названий. Тем не менее неофициальные их названия сохранились в народной памяти. Улица, ведущая к Новозагарью, называется Вижига из-за того, что в XIX веке там были пожары, уничтожившие несколько домов. Улица, ведущая к деревне Митино называется Свистовка. Согласно одно версии, на этой улице жил хулиган Васька по прозвищу «свистун», по другой версии жители этой улицы много «свистели», то есть врали.